# Missal Romà
Missale Romanum o abreujat el Missal és el llibre litúrgic segons el ritu romà que conté totes les cerimònies, oracions, lectures i rúbriques per a la celebració de la missa. És el resultat del Concili de Trent que va compilar documents dispersos per garantir una uniformitat del ritu. Publicat en llatí el 1570 el seu ús és obligatori per a la celebració de la missa en l'Església catòlica. Es diu també Missa tridentina o Missa de Pius V. Hi ha hagut modificacions menors i la darrera versió oficial va parèixer el 1962. Sota l'impuls dels papes Joan XXIII i Pau VI el missal va ser renovat com a resultat del Concili Vaticà II i la versió en llatí va parèixer el 1970. A més de la litúrgia, una major renovació va ser l'autorització de la llengua vernacla, a condició d'utilitzar una traducció autoritzada per les Conferències Episcopals i catòliques i approvada per la Santa Seu. La versió oficial catalana va aparèixer el 1975.
Consta de tres parts: l'ordinari de missa, amb les oracions de cada dia, el santoral i les misses votives, i misses de difunts. L'abandó de la missa tridentina va ser la causa d'un llarg conflicte amb un grup de sacerdots conservadors encapçalat per l'arquebisbe Marcel Lefebvre. Finalment el 1988, Joan Pau II va publicar unes normes sobre l'ús del la versió del 1962 amb l'ànim de reconciliar la dissident Fraternitat de Sant Pius X i el 2007 Benet XVI va trobar un arbitratge en considerar que el missal del 1970 és la forma ordinària, i la versió del 1962 la forma extraordinària. Mentre que el missal de Pius V només pot usar-se en llatí, el missal de Pau VI pot usar-se tant en llatí com en qualsevol de les llengües vernacles.

## Història

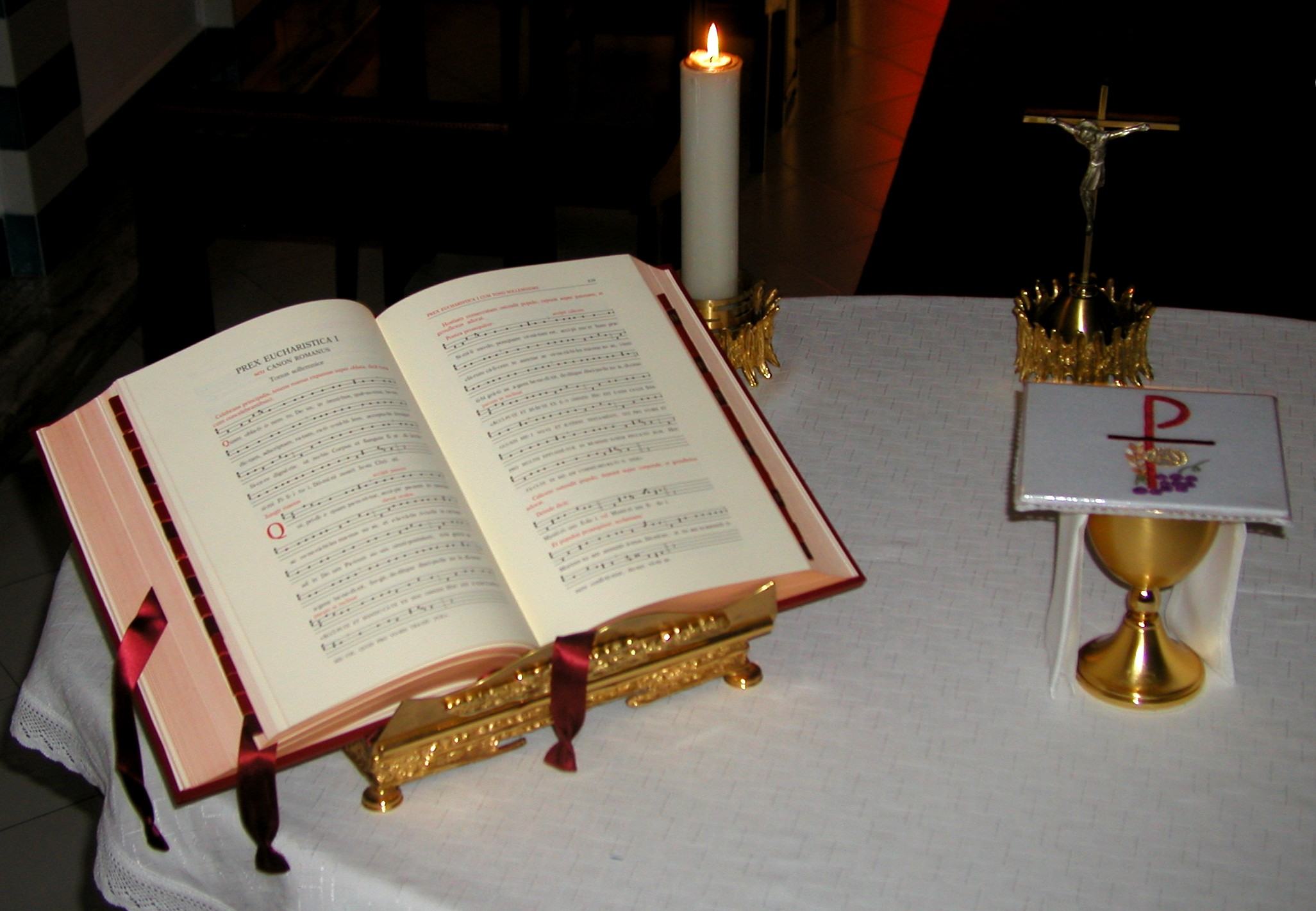
Missal romà (Pau VI) 3a edició 2002

Molt abans de l'alta edat mitjana, diversos llibres es van utilitzar per a la celebració de la missa: el sacramental amb el cànon, les oracions i el leccionari. A poc a poc, els manuscrits van incorporar totes aquestes parts en un o més llibres al seu conjunt. En eixos llibres es diu Missale ple, és a dir, l'acomiadament plenari complet.
La codificació definitiva dels missals es va imposar a partir de 1570, per iniciativa del Concili de Trent. Excepte menudes reformes al llarg dels segles es va utilitzar el mateix missal fins a la fi del Concili Vaticà II. Des d'aquest Concili. Des de 1969 sota Pau VI es van introduir reformes. Aquestes afectaren l'ordinari de la missa: ofertori, fracció i comunió, i també a les lectures especialment a les dels diumenges i festius. La reforma de Pau VI destaca per la recuperació d'algunes característiques de la missa de ritu romà dels primers segles que havien caigut en desús amb posterioritat. Així es va recuperar l'oració dels fidels, testificada des del segle iii i suprimida al V, de la qual només quedava en ús la del Divendres Sant); l'ordre de tres lectures en la missa; s'introdueixen diverses pregàries eucarístiques, entre les quals cal destacar la II, derivada de la qual apareix en la Traditio Apostòlica d'Hipòlit de Roma, i la III, basada en l'anàfora del ritu antioquè. A més de l'aparició de les llengües vernacles, sorgint edicions bilingües.

També es considerava el missal com un llibre de pietat, per a ús dels feligresos. Aquest era de menor grandària i contenia les misses de l'any o solament les dels diumenges i festius.

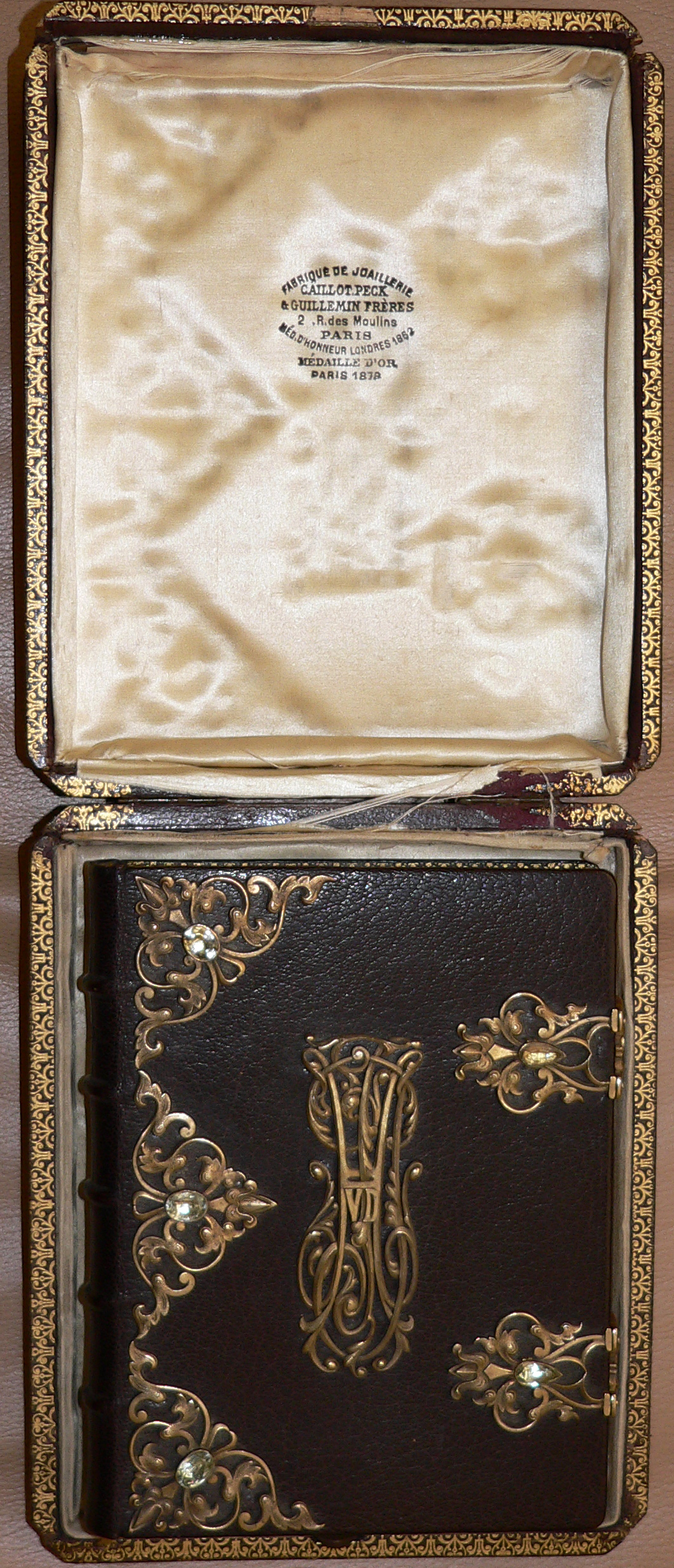
Missal devocionari del ritu romà de 1889, utilitzat pels fidels per a seguir la Santa Missa

Després de la crítica cap a la reforma del missal de 1969, o missal de Pau VI, que va preparar un grup de teòlegs encapçalats per l'arquebisbe Marcel Lefebvre i que van fer seva en el seu moment els cardenals Bacci i Ottaviani: conegut aquest text com a Breu examen crític del Novus Ordo Missæ o intervenció d'Ottaviani la qual va ser ignorada per Pau VI i ocultada per la cúria romana.